# ماریو مورا
ماریو مورا (ایتالیایی: Mario Morra؛ ۱۹۳۵ – ۱۱ اکتبر ۲۰۲۴) کارگردان فیلم، فیلم‌نامه‌نویس و تدوین‌گر اهل ایتالیا بود.

## تدوین
- پاگنده به مصر می‌رود
- پاگنده به آفریقا می‌رود
- پاگنده به هنگ کنگ می‌رود
- زورو
- اولین شب آرامش
- نبرد الجزیره
- کوئیمادا
- سینما پارادیزو
- هفت تپانچه برای خانواده مک‌گرگور
- بطن سیاه رتیل
- شیاطین بال‌دار
- شوق مرگ
- انسان‌نما
- سیه‌پر نر
- اعتراض عمومی
- بسوز، پسر، بسوز